# Escolopendra (mitología)
La escolopendra (en griego Σκολοπένδρα, Skolopéndra, esto es, «milpiés»), era un monstruo marino citado tan sólo por Eliano. El autor no indica quiénes fueron los progenitores de la criatura y la especie no ha podido ser identificada a día de hoy:
«Observando y analizando durante mucho tiempo y con todo el interés de que soy capaz estos temas y lo referente a ellos, he llegado a la conclusión de que la escolopendra es un monstruo marino y que, de los monstruos marinos, éste es el mayor y que uno no se atrevería a contemplarlo varado en la playa. Dicen algunos meticulosos observadores de las cosas del mar que las han visto flotando y que todo lo que es cabeza sobresalía de la superficie. Además según ellos, muestran larguísimos pelos saliendo de sus narices y la cola es plana y semejante a la cola de la langosta. El resto de su cuerpo se ve flotando sobre las olas y su tamaño es comparable a un trirreme grande. Nadan con muchas patas dispuestas en línea a uno y otro lado, como si dichas patas estuviesen encajadas en clavijas cual remos (aunque la expresión es un tanto atrevida) empujándose a sí mismas. Así pues, los entendidos en tales materias dicen que el oleaje emite, como un eco, un suave murmullo y lo que dicen me convence».
Eliano también se refiere, en otro relato, al ciempiés (scolopendra morsitans).